# Архаичные люди

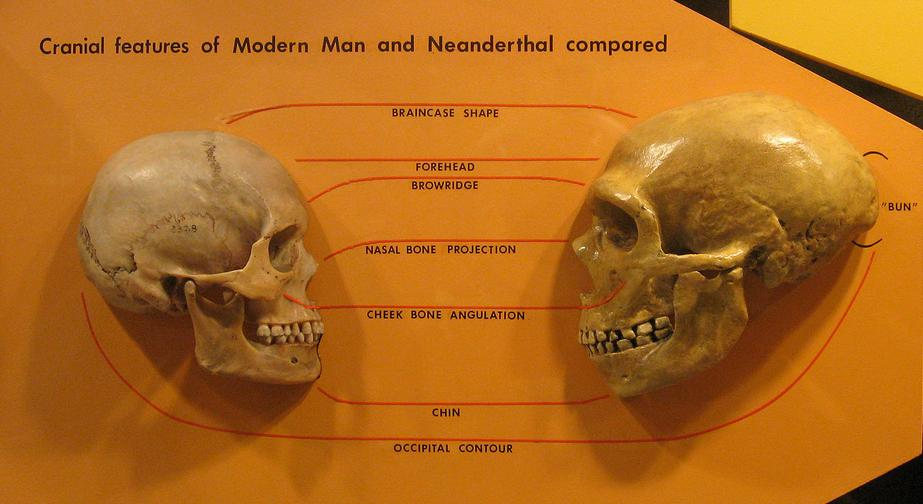
Сравнение черепа современного человека (слева) и неандертальца (справа)

Архаичные люди — это широкая категория, обозначающая все виды рода Homo, которые не являются Homo sapiens (которые известны как «современные люди» или «люди современного вида»). Включают Homo antecessor (1200—770 тыс. лет назад), Homo bodoensis (1200—300 тыс. лет назад), Homo heidelbergensis (600—200 тыс. лет назад), неандертальцев (Homo neanderthalensis; 430—40 тыс. лет назад), Homo rhodesiensis (300—125 тыс. лет назад) и денисовцев (285-52 тыс. лет назад).
К числу самых ранних останков предположительно современного человека относятся останки из Джебель-Ирхуда в Марокко (около 315 тыс. лет назад), Флорисбада в Южной Африке (259 тыс. лет назад), и Омо-Кибиша I (Omo I) на юге Эфиопии (около 233 или 195 тыс. лет назад). Поскольку все они имеют переходные характеристики между Homo heidelbergensis и Homo sapiens, для них предложено название Homo helmei.
Самой древней находкой представителей рода Homo в Евразии (и, возможно, вообще за пределами Африки) считается дманисский гоминид (приблизительно 1 млн 770 тыс. лет назад), чьи останки обнаружены в Грузии.

## Вопросы классификации
Смитсоновский национальный музей естественной истории перечислил по меньшей мере 20 человеческих видов, признанных большинством учёных. При этом когда учёные начинают выяснять сколько видов людей существовало, это вызывает разногласия, поскольку продолжают обнаруживать новые костные окаменелости, которые идентифицируются как останки древних людей, принадлежащие к ранее неизвестным видам. Например, есть неоспоримые доказательства существования Homo erectus, но также утверждают, что на самом деле этот вид состоит из нескольких, включая Homo georgicus и Homo ergaster. Это зависит от биологического определения вида и степени, в которой принимаются вариации внутри вида.